# Il piacere e l'amore (film 1964)
Il piacere e l'amore (La ronde) è un film del 1964 diretto da Roger Vadim. Il film è tratto da Girotondo di Arthur Schnitzler.